# Stephenville (Texas)
Stephenville è una città della contea di Erath, di cui ne è anche il capoluogo, nello Stato del Texas, negli Stati Uniti. Secondo il censimento del 2020, possedeva una popolazione di 20 897 abitanti.

## Geografia fisica
Secondo l'Ufficio del censimento degli Stati Uniti, ha una superficie totale di 11,91 mi² (30,85 km²).
Il fiume North Bosque scorre attraverso il territorio.

## Storia
La città è chiamata così in onore di John M. Stephen, che vi si stabilì nel 1854 e donò il terreno per il sito della città progettato da George B. Erath quando la contea è stata istituita nel 1856. Stephen donò altri cinquanta acri di legname per promuovere lo sviluppo dell'insediamento. La città è stata formalmente riconosciuta nel 1889, nello stesso anno in cui venne costruita la linea ferroviaria della Fort Worth and Rio Grande Railway.

## Società

### Evoluzione demografica
Secondo il censimento del 2020, la popolazione era di 20 897 abitanti. Al precedente censimento, quello del 2010, la popolazione era di 17 123 abitanti.

### Etnie e minoranze straniere
Secondo il censimento del 2020, la composizione etnica della città era formata dal 68,23% di bianchi, il 5,37% di afroamericani, lo 0,47% di nativi americani, l'1,34% di asiatici, lo 0,03% di oceaniani, lo 0,21% di altre etnie e il 3,58% di due o più etnie. Ispanici o latinos di qualunque etnia erano il 20,78% della popolazione.

## Cultura
L'istruzione nella città di Stephenville è fornita dal Stephenville Independent School District ed è anche la sede della Tarleton State University, affiliata al sistema della Texas A&M University.